# Rivery
Rivery is een gemeente in het Franse departement Somme (regio Hauts-de-France) en telt 3216 inwoners (2005). De plaats maakt deel uit van het arrondissement Amiens.

## Geografie
De oppervlakte van Rivery bedraagt 6,4 km², de bevolkingsdichtheid is 502,5 inwoners per km².
De onderstaande kaart toont de ligging van Rivery met de belangrijkste infrastructuur en aangrenzende gemeenten.

## Demografie
Onderstaande figuur toont het verloop van het inwonertal (bron: INSEE-tellingen).